# Кукетов Ермек Алписбайович
Ермек Алписбайович Кукетов (каз. Ермек Алпысбайұлы Көкетов; нар. 8 червня 1982, Жанакорганський район, Кизилординська область, КазРСР, СРСР) — казахський борець греко-римського стилю, бронзовий призер чемпіонату світу, бронзовий призер чемпіонату Азії, срібний призер Кубку Азії, чемпіон Центральноазійських ігор. Майстер спорту Казахстану міжнародного класу з греко-римської боротьби.

## Життєпис
Боротьбою почав займатися з 1994 року. Тренувався під керівництвом Віктора Юна. У 2002 році завоював срібну медаль чемпіонату Азії серед юніорів. У 2004 році нагороду такого ж ґатунку здобув на чемпіонаті світу серед студентів. Чемпіон Казахстану з греко-римської боротьби (2003—2006).
Закінчив факультет фізичної культури і спорту Кизилординського державного університету ім. Коркит Ата (2003), учитель фізичної культури, тренер-викладач з видів спорту.
З 2010 року працює начальником відділу статистики Федерації боротьби Республіки Казахстан. Голова футбольного клубу «Кайсар» Кизилорда.
Член партії «Нур Отан».

## Державні нагороди
Нагороджений медаллю «Батир шапагати».

## Спортивні результати на міжнародних змаганнях

### Виступи на Чемпіонатах світу
| Змагання                        | Збірна    | Вагова категорія                 | Місце  |
| ------------------------------- | --------- | -------------------------------- | ------ |
| Чемпіонат світу з боротьби 2005 | Казахстан | греко-римська боротьба, до 55 кг | Бронза |

### Виступи на Чемпіонатах Азії
| Змагання                       | Збірна    | Вагова категорія                 | Місце  |
| ------------------------------ | --------- | -------------------------------- | ------ |
| Чемпіонат Азії з боротьби 2006 | Казахстан | греко-римська боротьба, до 55 кг | 5      |
| Чемпіонат Азії з боротьби 2008 | Казахстан | греко-римська боротьба, до 55 кг | Бронза |

### Виступи на Центральноазійських іграх
| Змагання                     | Збірна    | Вагова категорія                 | Місце  |
| ---------------------------- | --------- | -------------------------------- | ------ |
| Центральноазійські ігри 2003 | Казахстан | греко-римська боротьба, до 55 кг | Золото |

### Виступи на Кубках Азії
| Змагання                   | Збірна    | Вагова категорія                 | Місце  |
| -------------------------- | --------- | -------------------------------- | ------ |
| Кубок Азії з боротьби 2003 | Казахстан | греко-римська боротьба, до 55 кг | Срібло |

### Виступи на інших змаганнях
| Змагання                                        | Збірна    | Вагова категорія                 | Місце  |
| ----------------------------------------------- | --------- | -------------------------------- | ------ |
| Чемпіонат світу з боротьби серед студентів 2004 | Казахстан | греко-римська боротьба, до 55 кг | Срібло |

### Виступи на змаганнях молодших вікових груп
| Змагання                                     | Збірна    | Вагова категорія                 | Місце  |
| -------------------------------------------- | --------- | -------------------------------- | ------ |
| Чемпіонат Азії з боротьби серед юніорів 2002 | Казахстан | греко-римська боротьба, до 54 кг | Срібло |